# 【我推的孩子】
- 關於改編同名電視動畫，請見「【我推的孩子】 (動畫)」。
- 關於改編同名真人影劇，請見「【我推的孩子】 (真人版)」。

《【我推的孩子】》是由赤坂明原作、橫槍萌果作画的日本漫画。于集英社《週刊YOUNG JUMP》2020年第21期开始，至2024年第50號連載結束。截至2023年11月，累計發行量已突破1500萬冊。

## 概要
本作為赤坂明的第4部作品、也是橫槍萌果的第6部作品，連載之初赤坂的另一部作品《輝夜姬想讓人告白～天才們的戀愛頭腦戰～》還在連載中，形成了兩部作品同時在週刊連載的情況。
本作不是普通的偶像題材作品，揭開演藝圈深藏內幕，講述演藝圈業界知識。且有大量難以猜測、多次反覆的情感劇情，以及推理復仇的劇情。
「推」在日本偶像業界是指「（粉絲）所推薦的人」，而本作的標題有「轉生為我所『推』的偶像的孩子」的意思，指的是本作的主角阿奎亞和露比。
本作的番外篇《【我推的孩子】 -interlude-》於《週刊YOUNG JUMP》2023年第37、38合併號開始連載，並以橫槍萌果的角度來講述與主線無關的故事。

## 故事簡介
《【我推的孩子】》故事背景設立在智慧手機普及的近現代日本，雨宮吾郎是在乡下地區工作的妇产科医生，因負責的患者天童寺紗理奈所推介，星野愛成為了他的本命偶像。某天星野爱出現在了他面前，吾郎錯愕地發現她身怀双胞胎，幾經思量後决定接受爱懷孕的事實並且全力協助，但是吾郎在爱分娩前被人杀害，愛則生下一對龍鳳胎。當吾郎再次张开眼睛時，发现自己竟然轉生成為爱的其中一名孩子。同樣轉生為愛的孩子的是生前同為愛的粉絲、吾郎曾經關照過的患者天童寺紗理奈。
吾郎與紗理奈在這一世被愛分別命名為「星野愛久愛海」（阿奎亞）和「星野瑠美衣」（露比），並交由愛的所屬經紀公司「莓Pro」社長夫婦照顧，愛則持續以偶像身分在演藝圈中活躍，直到某天愛在自家住宅被粉絲刺殺身亡，阿奎亞與露比踏進並逐漸理解演藝圈殘酷生態的同時，也慢慢接近並發掘愛遇害事件背後的真相。

### 劇情大綱
序幕：童年（漫畫第1卷第1話—第10話、動畫第1季第1集）
鄉下的婦產科醫生雨宮吾郎被刺殺後，轉生為當紅偶像團體「B小町」的主力成員星野愛的孩子——「星野愛久愛海」（阿奎亞），而吾郎生前照顧過的病童天童寺紗利奈則轉生為愛的另外一個孿生孩子——「星野瑠美衣」（露比）。他們知道對方都有前世記憶，但沒有察覺對方前世的身分。兩人在愛的陪伴下慢慢長大，同時愛繼續她的偶像活動，愛的人氣也越來越高。然而四年後，在B小町即將登上東京巨蛋演出前，愛在自家被她的跟蹤狂粉絲涼介刺殺，死在了阿奎亞和露比的面前。後來，涼介自殺，阿奎亞和露比正式成為了齊藤夫婦的收繼子女。
阿奎亞推測，有人向涼介洩漏了愛懷孕、醫院以及住址等的信息，而那個人就是他們的親生父親、並且就在演藝圈內，阿奎亞發誓要報復他、並讓他感受到愛的痛苦。
第二章：演藝圈（漫畫第2卷第11話—第20話、動畫第1季第2集—第4集）
阿奎亞和露比開始上高中，還遇見了之前和阿奎亞演電影的天才童星有馬佳奈，佳奈邀請阿奎亞參演漫畫改編真人劇集《今天吃甜甜》中跟蹤狂的角色，阿奎亞和佳奈在最後一集的演技成功扭轉「今甜」的負評，事後，阿奎亞邀請佳奈加入草莓娛樂的新偶像團體。
第三章：戀愛真人秀篇（漫畫第3卷第21話—第4卷第32話、動畫第1季第5集—第8集）
阿奎亞為了要從「今甜」的製作人鏑木勝也那裡得知愛的情報，參加亦由鏑木製作的戀愛真人秀《從現在開始 認真戀愛》。在節目季度中途，成員之一的黑川茜承受不了網路霸凌的壓力試圖自殺，被阿奎亞阻止，之後包括阿奎亞在內的「現戀」成員做了一支影片上傳，成功使茜擺脫網路上的攻擊，茜為了報答阿奎亞，打算扮成阿奎亞心中理想女性的模樣（也就是愛的形象），搜集了所有和愛有關的情報，扮成了愛使阿奎亞產生錯覺，但也因為此原因，使阿奎亞知道茜搜集情報的能力或許能找出生父究竟是誰，並在「現戀」最後一集正式和茜交往，另一方面，阿奎亞邀請「現戀」成員、亦是人氣YouTuber的MEM啾簽約草莓娛樂，並加入露比和佳奈的偶像團體——新生「B小町」。
第四章：舞台首秀篇（漫畫第4卷第33話—第40話、動畫第1季第9集—第11集）
憑着MEM啾的宣傳手腕，令新生「B小町」的知名度節節上升。鏑木除了對阿庫亞，亦開始對新生「B小町」產生興趣，決定引薦新生「B小町」參加「日本偶像音樂節」（Japan Idol Festival，影射現實存在的東京偶像祭）這個大型舞台。加上阿庫亞頻繁的支援，新生「B小町」的出道表演也順利完成。但是在當中，加奈意識到阿庫亞的支援，並產生了複雜的情感。
第五章：2.5次元舞台篇（漫畫第5卷第41話—第7卷第66話、動畫第1季第11集—第2季第9集）
在鏑木的穿針引線下，阿庫亞、有馬加奈、黑川茜，以及曾在「今甜」共演過的鳴嶋梅爾特，一起出演2.5次元舞台劇版本《東京BLADE》。阿庫亞更從鏑木的情報中，得知生父可能曾經待在「Lalalai」劇團。在排練過程中，阿庫亞觸發了愛死亡的記憶創傷而暈倒。茜在照顧阿庫亞的期間，憑住各種蛛絲馬跡，察覺到愛是阿庫亞和露比的生母的事實，以及阿庫亞進入演藝圈的動機。舞台演出上，阿庫亞得到了五反田的指導相助，在舞台上與其他演員演技火花四濺，令演出獲得極大迴響。
第六章：私人時間（漫畫第7卷第67話—第8卷第80話、動畫第2季第9集—動畫第2季第13集）
在頻繁收集相關人物的DNA去驗證的阿庫亞，從中得知到劇團「Lalalai」王牌演員姬川大輝其實是自己的同父異母的哥哥，並主動接觸大輝。從大輝口中得知其父上原清十郎與其母早已雙雙自殺身亡。得知到復仇對象已死的阿庫亞心靈變得空虛，並向赤音相談今後的打算。赤音從對話中卻察覺出阿奎亞一路以來的推理出現有漏洞。
與此同時，新生「B小町」在MEM啾的提議下，前往進行新曲MV的拍攝的目的地，卻也剛好是星野兄妹的出生地——宮崎縣高千穗町。露比更在當地從中得知殺死雨宮吾郎及星野愛的兇手，最終開始燃起了復仇之火。
第七章：中堅篇（漫畫第9卷第81話—第10卷第100話、動畫第3季第1集—）
為了尋找到殺死吾郎及愛的兇手，露比不惜在藝能界爭取影響力，更尋得失蹤多年的前莓Pro社長齊藤壹護的協力，以令自己及新生「B小町」逐漸大紅大紫。同時，已經作為全能藝人的阿庫亞，也察覺到壹護的存在而跟隨其中及秘密會面。阿庫亞與壹護談及復仇之事，被對方點出時序上的漏洞以及真兇仍在人間的事實，因而晴天霹靂。早在阿庫亞之前察覺到事實的茜，在偶然下也尋找到神木輝極有可能是阿庫亞兄妹的生父。打算從仇恨中解放阿庫亞的赤音準備去會見兇手時，被察覺到真相的阿庫亞趕到阻止。為避免茜捲入復仇旋渦，阿庫亞最後決定向她提出「分手」。
第八章：醜聞篇（漫畫第11卷第101話—第108話）
隨著MEM啾和露比能力和人氣的上升以及阿庫亞的刻意冷落，有馬加奈越發糾結於是否要繼續走偶像道路，並開始嘗試尋找演員工作，由此結識了當紅導演島政則。儘管並未接受花花公子島導演的潛規則，但加奈進入島工作室及過夜的照片仍被周刊藝能實況拍到。為了避免加奈被炎上，阿庫亞通過交換爆料的方式向周刊藝能實況透露了自己和露比是星野愛私生子的醜聞，由此換取對加奈醜聞的雪藏。得知愛的醜聞被公開的露比憤而與阿庫亞決裂，加奈與阿庫亞的關係卻得到緩和，而得知阿庫亞已經猜到生父身份的齊藤壹護則決定協助阿庫亞開展復仇計劃。
第九章：電影篇（漫畫第11卷第109話—第15卷第147話）
在各方面準備就緒之後，阿庫亞復仇作——記錄愛一生的紀錄片《15年的謊言》開始製作。而選角上，包括新「B小町」、茜、大輝、芙利露等，最終確定了由露比扮演的女主角星野愛，以及由阿庫亞飾演的幕後黑手神木輝，即將在劇中刺殺「母親」。但突發事件和難關接踵而來。露比的演技其實比不上為了她而放棄角色的朋友茜和芙莉露，作為紗利奈轉生的露比，偶然發現她的上世母親曾拋棄過她，同時也發現雙胞胎哥哥阿奎亞竟然是上世的醫生吾郎轉生。星野兄妹必須面對內心的掙扎，同時努力實現對父親的最終復仇。
第十章：終幕將至（漫畫第15卷第148話—第152話）
經過一連串的波折，參演與製作《15年的謊言》紀錄片的人員們面對各自的議題、磨合、調節、合作，最終如願讓《15年的謊言》獲得公映，電影《15年的謊言》發行後獲得好評如潮，所有參與電影製作和演出的人員感慨萬千。
最終章：予星予夢（漫畫第16卷第153話—第166話）
阿奎亞私底下與生父兼幕後黑手神木輝相談，在攤牌的過程直指這部電影及個人演出正是對神木輝的報復制裁，神木輝指出電影的情感刻畫，仍和實際的輝與愛的關係有所不同且有改寫不利的情節，道出自己對愛的依戀情感，但隨後阿奎亞向神木輝展示了「給15歲的阿奎亞」的DVD。從DVD的影像揭露愛當年和神木輝交往期間，其實是深愛且渴望著和他共度一生，但由於神木輝已經被演藝界的黑暗深度侵蝕，愛不希望當時已懷有身孕的自己造成神木輝負擔才會選擇離開他，還特別留下錄影向阿奎亞和露比託付未來神木輝仍深陷黑暗時，能伸手幫助他的願望。神木輝懊悔之餘，決定為愛做出己力所及的事，阿奎亞向茜透露害死愛和部份當事者的幕後黑手，尚有愛的昔日隊友「妮諾」新野冬子。正當眾人陸續在各自事業和志願發展、聖誕節來臨之際，新野冬子前往星野兄妹家準備對露比行刺，但是黑川茜和壹護有鑒於愛遇害身亡的前車之鑑，提前作出防範和刻意設計圈套逮住新野冬子，理解了新野冬子和愛遇害的真相關係。阿奎亞察覺事件上的邏輯錯誤，與透過影像轉播收看露比演出的神木輝對質，為了保住露比的演藝圈生涯兼顧主導輿論風向，阿奎亞持刀自傷後將神木輝推落海裡滅口，亦經由知曉星野兄妹前世今生的神祕少女月讀引導，回顧自己的前世今生。
阿奎亞設局犧牲自己殺害神木輝復仇後，經由輿論傳播被包裝成阿奎亞遇害身亡的事件，成功推動《15年的謊言》電影獲得公眾注目與妮諾向警方作證，揭發神木輝的罪行，相關親友和曾共事人員出席阿奎亞的葬禮哀悼他。故事尾聲，和星野兄妹有交集的人們邁向新的生活，佳奈在演唱會見現身觀眾席、容貌神似阿奎亞的青年激動不已，至於露比則走上母親愛生前以謊言包裝自身的道路，持續在演藝圈活躍。

## 登場人物
／星野愛（聲：高橋李依（日本）；梁倩蘅（香港），演：齋藤飛鳥（真人版影劇））
本作關鍵角色，於第一章「童年」登場。阿奎亞和露比的母親，同時是雨宮吾郎生前協助接生的對象。藝名為，「星野」的姓氏在死後也沒有公開。偶像团体“B小町”的中心位，代表顏色為紅色，形象代表為髮夾上兔子圖案。故事开始时的年龄為16岁，雖然她的表演和演唱技巧一般，但作为偶像是一个天才，对待工作十分上进。自認個性撒謊成性且不擅長愛人，經常依據他人臉色和所處情境發表意見，對於自身真正的想法不甚理解，但憧憬著愛與被愛，還有幸福。
阿奎亞／星野爱久爱海（聲：大塚剛央／內山夕實〈幼年〉（日本）；潘昀雋／王曉霖→鍾詠而〈幼年〉（香港），演：櫻井海音／岩川晴〈幼年〉（真人版影劇）；小宮璃央（舞臺劇））
本作主角，於第一章「童年」登場。母亲爱给予的姓名是「星野爱久爱海」，暱稱及艺名為「阿奎亞」。和露比相互了解对方也是转生者，但起初并未发觉相互的身份。因为拥有前世的记忆，在幼儿时期就能說话。用成人的思想看护着爱，但成长到一定程度，在母亲拍攝五反田泰志導演的作品時，被五反田相中其才能，就在母亲所屬的事务所中出道成为童星，利用前世的知识展现出了特殊的才能。
吾郎／雨宮吾郎（聲：伊東健人（日本）；梁皓翔（香港），演：成田凌（真人版影劇））
第一章「童年」登場。阿奎亞的前世，為宫崎县乡下的妇产科医生。畢業後在宮崎縣執業，在深交的已经去世的住院少女紗理奈的影响下，成为了偶像团体“B小町”成员之一的星野爱的粉丝。之后在医院偶然碰到了怀孕的爱来看诊，決定守护她怀孕直到分娩，但在前往接生的路上被瘋狂粉絲涼介袭击而死亡，之後转生成为爱的孩子。
露比／星野瑠美衣（聲：伊駒百合繪（日本）；蘇潁淇（香港），演：齊藤渚／齊藤柚奈〈幼年〉（真人版影劇））
第一章「童年」登場。阿奎亞的孪生妹妹，母亲爱给予的姓名是「星野瑠美衣」，暱稱及艺名為「露比」。和阿奎亞相互了解对方也是转生者，但起初并未发觉相互的身份。和阿奎亞一樣，在幼儿时期就很早熟，和转生前一样的阿宅性格甚至让哥哥阿奎亞敬而远之。偶像代表顏色為紅色。與愛的觀念「謊言就是愛」相反，她對謊言感到厭惡且敏感，同時也不擅長說謊。
天童寺紗理奈（聲：高柳知葉（日本）；駱慧怡（香港），演：稻垣來泉（真人版影劇））
第一章「童年」登場。露比的前世，吾郎医生时代工作的医院里的患者，敬爱着星野爱的偶像宅少女，因星狀細胞瘤去世，得年12岁，之后转生为爱的孩子。
有馬佳奈（聲：潘惠美（日本）；黃紫甄（香港），演：原菜乃華／永瀬柚凪〈幼年〉（真人版影劇）；佐竹桃華（舞臺劇））
於第一章「童年」登場。女演員，比星野兄妹大一屆。童星出身，小時候被譽為「的天才童星」，但這稱號被露比叫成「的天才童星」（日語音近）。對阿奎亞有好感。偶像代表顏色為白色。在童星時代與阿奎亞初次共演時，因為輸給了他對導演意圖的理解，自此對他變得十分在意。童星的人氣過去後，一度沒有所屬的經紀公司。「今天吃甜甜」電視劇後，在阿奎亞的說動下加入莓Pro，並與露比成為了新生「B小町」的初始成員。
（聲：石見舞菜香（日本）；李索真（香港），演：茅島水樹（真人版影劇）；內田未來（舞臺劇））
於第三章「戀愛真人秀篇」登場。戀愛真人實境秀《從現在開始 認真戀愛》參加者。女演员，比星野兄妹大一屆。藝名將本名的字改用平假名寫成。外表是冷美人，实际上是认真的努力家，随身携带记事本。对自己评价很低，认为自己只有演技这一个优点。拥有一流演员的剧团“Lalalai”的年轻头牌，能够对演出的角色进行侧写，并以此为参考进行彻底的洞察和考察，拥有着这种能够完美演绎的第六感，以及甚至被有马加奈评价为“只能称为天才”而嫉妒的演技能力。被姬川大輝爆料以前曾是加奈的粉絲。
MEM啾（聲：大久保瑠美（日本）；張凱維（香港），演：Ano（真人版影劇））
於第三章「戀愛真人秀篇」登場。戀愛真人實境秀《從現在開始 認真戀愛》參加者，自称高三的YouTuber，實際年齡25歲，早就高中畢業。因當年家中陷入困境，未有考入大學，為了完成偶像的夢想，而開始了以「高中生」為人設，透過網絡營銷，成為人氣網紅。有着可爱的容貌，常带着像恶魔的角一样的髮箍。看起来是天然的性格，但是能够通过网络进行营销，自称“炒作話題專家”。偶像代表顏色為黃色。

## 設定

### 關鍵字
明星特質／會騙人的眼睛
擁有把謊言變成事實的能力。

### 登場團體
莓Production
愛生前的舊「B小町」以及現在阿奎亞、露比、有馬加奈和採取「偶像業務」的MEM啾所屬的經紀公司。創立的社長為齊藤壹護、現任社長為齊藤京子。
B小町
愛生前所屬的偶像團體，其他成員有高峯、妮諾、美美等人。在愛死後，B小町也隨即解散。15年後，到電影拍攝場地探望新生「B小町」的高峯已經是一名母親，而妮諾則暗中和神木輝有聯繫。
新生「B小町」
由愛的女兒露比等人所創立的偶像團體。在第3章「戀愛真人秀篇」與啾啾仔的合作影片，露比宣布她們的團體名稱為「B小町」。其他成員有MEM CYO和有馬加奈，而加奈將在高中畢業後退出團體，專心在演藝事業上。
陽東高中
第2章「演藝圈」登場。阿奎亞、露比、有馬加奈、壽美奈美以及不知火芙莉露所讀的高中。
劇團「Lalalai」
黑川赤音、姬川大輝所屬的劇團。創立者為金田一敏郎。

### 劇中劇
《15年的謊言》
第一章「童年」曾經在有提及到部分內容。在第九章「電影篇」中有詳細介紹。
《那就是一切的開始》
第一章「童年」中阿奎亞曾參與拍攝的電影。
《今天就稍微甜一點》
吉祥寺賴子所寫的漫畫。在劇中簡稱「今甜」。在本作的原作者赤坂明繪製的另外一部漫畫《輝夜姬想讓人告白》中的原作第8卷第73話以及第8卷第74話（即電視動畫第2季第7話）有提過的漫畫，同時本作第二章「演藝圈」中有馬加奈以及鳴嶋梅爾特拍攝的真人漫改作品即是該漫畫改編而成。
《東京BLADE》
鮫島阿比子所寫的漫畫。在劇中簡稱「東刃」。第5章「2.5次元舞台篇」中阿奎亞所出演的舞台劇原作。

### 劇中節目
《從現在開始 認真戀愛》
第三章「戀愛真人秀篇」由阿奎亞、MEM啾、以及黑川赤音所出演的戀愛真人秀。在劇中簡稱「現戀」。
《深挖☆機不可失!!》
第七章「中堅篇」中阿奎亞定期出演的網上綜藝節目。

## 出版書籍

### 漫畫
| 卷數 | 集英社         | 集英社                                                  | 青文出版社     | 青文出版社                                                  | 封面人物                   |
| 卷數 | 發售日期       | ISBN                                                    | 發售日期       | ISBN                                                        | 封面人物                   |
| ---- | -------------- | ------------------------------------------------------- | -------------- | ----------------------------------------------------------- | -------------------------- |
| 1    | 2020年7月17日  | ISBN 978-4-08-891650-7                                  | 2021年7月19日  | ISBN 978-986-53-7770-0                                      | 星野愛                     |
| 2    | 2020年10月16日 | ISBN 978-4-08-891717-7                                  | 2021年7月19日  | ISBN 978-626-30-3285-9                                      | 星野露比                   |
| 3    | 2021年2月19日  | ISBN 978-4-08-891801-3                                  | 2021年9月15日  | ISBN 978-626-30-3598-0                                      | 星野阿奎亞                 |
| 4    | 2021年5月19日  | ISBN 978-4-08-891872-3                                  | 2022年3月16日  | ISBN 978-626-32-2049-2                                      | 有馬佳奈                   |
| 5    | 2021年8月18日  | ISBN 978-4-08-892056-6                                  | 2022年5月9日   | ISBN 978-626-32-2352-3                                      | 黑川茜                     |
| 6    | 2021年11月19日 | ISBN 978-4-08-892135-8                                  | 2022年8月29日  | ISBN 978-626-32-2786-6                                      | 鮫島亞枇子 吉祥寺賴子      |
| 7    | 2022年2月18日  | ISBN 978-4-08-892224-9                                  | 2023年1月12日  | ISBN 978-626-34-0208-9                                      | 星野愛 星野露比 星野阿奎亞 |
| 8    | 2022年6月17日  | ISBN 978-4-08-892363-5                                  | 2023年5月22日  | ISBN 978-626-34-0614-8                                      | MEM CYO                    |
| 9    | 2022年10月19日 | ISBN 978-4-08-892429-8                                  | 2023年8月3日   | ISBN 978-626-36-2002-5 ISBN 978-626-38-3158-2（豪華限定版） | 壽美波                     |
| 10   | 2023年1月19日  | ISBN 978-4-08-892535-6                                  | 2023年10月13日 | ISBN 978-626-36-2548-8                                      | 星野阿奎亞                 |
| 11   | 2023年3月17日  | ISBN 978-4-08-892630-8                                  | 2024年1月31日  | ISBN 978-626-36-2871-7 ISBN 978-626-38-3158-2（豪華限定版） | 有馬佳奈                   |
| 12   | 2023年7月19日  | ISBN 978-4-08-892780-0                                  | 2024年4月10日  | ISBN 978-626-38-3431-6                                      | 不知火芙莉露               |
| 13   | 2023年11月17日 | ISBN 978-4-08-893002-2                                  | 2024年7月31日  | ISBN 978-626-39-9171-2 ISBN 978-626-39-9172-9（豪華限定版） | 齊藤京子                   |
| 14   | 2024年4月18日  | ISBN 978-4-08-893172-2                                  | 2025年1月8日   | ISBN 978-626-39-9922-0                                      | 星野愛 星野露比            |
| 15   | 2024年7月18日  | ISBN 978-4-08-893303-0                                  | 2025年8月6日   | ISBN 978-626-42-2702-5                                      | 黑川茜 有馬佳奈            |
| 16   | 2024年12月18日 | ISBN 978-4-08-893474-7 ISBN 978-4-08-893575-1（特別版） | 2025年8月6日   | ISBN 978-626-42-2703-2                                      | 星野愛                     |

### 關聯書籍
由田中創所作的衍生小說《【我推的孩子】～～》，於2023年11月17日發售。
- 赤坂明×橫槍萌果《【我推的孩子】》，封面人物：星野愛[集 18]
  - 集英社〈繪本〉：2023年7月18日發售[集 18]，ISBN 978-4-08-288109-2

- 赤坂明×橫槍萌果《【我推的孩子】 1st插畫集 Glare×Sparkle》，封面人物：星野愛[28]
  - 集英社〈愛蔵版漫畫〉：2023年7月24日發行（2023年7月19日發售[集 19] ），ISBN 978-4-08-792777-1
  - 青文出版社：2024年7月31日[青 20]，ISBN 978-6-2639-9069-2
  - 中信出版社：2024年，ISBN 978-7-5217-6730-8

- 赤坂明、橫槍萌果、田中創《【我推的孩子】～～》，封面人物：天童寺紗利奈[25]、星野愛[25]、雨宮吾郎[25][註 5]
  - 集英社〈JUMP jBOOKS〉：2023年11月17日發售[集 20]，ISBN 978-4-08-703540-7

- 赤坂明×橫槍萌果、田中創《【我推的孩子】～～》，封面人物：有馬加奈[29]、黑川赤音[29]
  - 集英社〈JUMP jBOOKS〉：2024年12月18日發售[集 21]，ISBN 978-4-08-703554-4

- 、赤坂明×橫槍萌果《【我推的孩子】漫畫小說化》系列
  - ，封面人物：星野愛[集 22]
    - 集英社〈集英社未來文庫〉：2024年8月23日發售[集 22]，ISBN 978-4-08-321867-5

  - ，封面人物：星野露比、星野阿奎亞[集 23]
    - 集英社〈集英社未來文庫〉：2024年11月22日發售[集 23]，ISBN 978-4-08-321882-8

  - ，封面人物：有馬加奈、黑川赤音[集 24]
    - 集英社〈集英社未來文庫〉：2025年3月21日發售[集 24]，ISBN 978-4-08-321899-6

## 改編作品

### 電視動畫
2022年6月6日晚上6時（日本時間），在漫畫連載網站設置倒數，倒數於6月10日凌晨0時（日本時間）結束。6月10日當日，宣布將改編為電視動畫，由動畫工房製作，並於2023年4月12日開始播出。片頭曲以及片尾曲分別為YOASOBI演唱的IDOL以及女王蜂所演唱的Mephisto。
第1季全11集播放完畢後，宣布製作第2季，於2024年7月3日播出。片頭曲以及片尾曲分別為GEMN（中島健人、木谷龍也）演唱的Fatal以及羊文學演唱的Burning。2024年10月6日，宣佈製作第3季。第3季預定於2026年播出。

### 真人版
2024年1月24日早上7時（日本時間），宣布將改編為真人版，電視劇由Prime Video全球獨家上線，全8集，而電影由東映發行，並公開主要演員陣容。6月20日，官方宣佈電視劇於2024年11月28日晚上9時（日本時間）開始播出，而電影則在2024年12月20日上映。

### 舞臺劇
《舞臺劇【我推的孩子】2.5次元舞台篇》預計於2024年12月13日至22日在Theater H演出，而同年的12月26日至29日則在梅田藝術劇場 Theater Drama City演出。
| 製作人員 - 原作：赤坂明、橫槍萌果 - 劇本、劇場導演、作詞：中屋敷法仁 - 音樂：和田俊輔、 - 舞台監督：山下翼、村山鈴夏 - 美術：池宮城直美 - 劇場導演助手：千代麻央 - 照明：加藤直子 - 音響：田中忍、山本能久 - 戰鬥動作指導：六本木康弘 - 歌唱指導：新良子、澤田真里愛 - 衣裳：中原幸子 - 髮型師：AKi - 小道具：羽鳥健一 - 宣傳美術：羽尾萬里子 - 攝影師：藤城貴則 - 修飾者：米田貴子 - 公演標誌設計：卷渕美紅、安永麗奈 - 官方網站：關根廣告社 - 舉辦者：舞臺劇【我推的孩子】製作委員會 | 演員 - 星野阿奎亞：小宮璃央 - 姬川大輝：安西慎太郎 - 有馬加奈：佐竹桃華 - 黒川茜：内田未來 - 鳴嶋梅爾特：土屋直武 - 鴨志田朔夜：北村諒 - 鮫島阿比子：田上真里奈 - 吉祥寺頼子：平体 - 雷田澄彰：鯨井康介 - GOA：馬場良馬 劇團「Lalalai」 - 三田紀夫：石田隼 - 里見勇氣：杉山圭一 - 船戶龍馬：多田直人 - 林原木色：三浦修平 - 吉富小雪：永田紗茅 - 化野芽衣：古賀ありさ - 海路：白崎誠也 - 山中丹治：寒川祥吾 |

## 迴響
| 發表年份 | 獎項                                       | 部門       | 結果 |
| -------- | ------------------------------------------ | ---------- | ---- |
| 2021年   | 2021年全國書店店員推薦漫畫                 | 不適用     | 4位  |
| 2021年   | 出版社コミック担当が選んだおすすめコミック | 不適用     | 4位  |
| 2021年   | 漫畫大獎2021                               | 不適用     | 5位  |
| 2021年   | みんなが選ぶTSUTAYAコミック大賞            | 不適用     | 3位  |
| 2021年   | 下一部人氣漫畫大賞2021                     | 漫畫部門   | 1位  |
| 2021年   | 小學館漫畫賞                               | 一般向部門 | 提名 |
| 2022年   | 第26回手塚治虫文化獎                       | 不適用     | 提名 |
| 2022年   | 講談社漫畫獎                               | 綜合部門   | 提名 |
| 2022年   | アニメ化してほしいマンガランキング         | 綜合部門   | 5位  |
| 2022年   | 這本漫畫真厲害！2022                       | 男生篇     | 7位  |
| 2022年   | 漫畫大獎2022                               | 不適用     | 8位  |

本作描寫了藝能界既光鮮又嚴肅的一面，以及嶄新的設定和無法預想的劇情發展，獲得了重大的迴響。在銷量方面，2020年7月1日至同年9月30日期間的第一卷銷量，比日本當地同期間其他作品遙遙領先。截至2023年11月，單行本全集累積銷量已達至1500萬本以上。此外，本作還獲得全國書店店員推薦漫畫2021第4名、漫畫大獎2021第5名、下一部人氣漫畫大賞2021紙本漫畫類別第1名、2023年BookLive讀者票選青少年漫畫第4名。

## 争议

### 被指影射木村花自殺事件
本作於2020年4月開始連載，但其後不久的同年5月，日本發生了真人實境節目《雙層公寓》參與者木村花的自殺事件。同年10月，漫畫本篇開始連載的第三章「戀愛真人騷篇」裏面，有描寫到主角之一的黑川赤音因拍攝節目期間的偶發事件，引致的惡意網絡留言爆發而導致其自殺未遂的情節。
此情節惹來了讀者猜測其故事原型與木村花事件有關，但原作者赤坂明則表示了「戀愛真人騷篇的情節其實已在劇本籌備階段構想出來了，但現實中發生的事情碰巧與漫畫情節吻合，純屬雷同意外」，並否認了「以《雙層公寓》自殺事件作為故事原型」。此外，「因應現時YouTube流行，以及附有字幕，而尋找到世界各地因真人騷而自殺的案例也很多，所以漫畫情節以此作為事實基礎根據」，表示其情節在現實中不獨在日本發生。劇中亦有描寫出世界各國藝人因真人騷而自殺的案例達至50宗。
縱然原作者否定漫畫情節與木村花事件的關聯，但仍無阻群眾的揣測，以至動畫第6、7集播出相關情節時，再度引起群眾熱烈討論。原作赤坂明以及动画製作組因而受到死者母亲、同樣為前摔角手的木村响子的批评。木村响子投诉原作并没有经过她的同意以自己的女儿为劇本来写网络欺凌的情節，无法接受女儿遇网络欺凌的经历被人拿来炒作。

## 外部連結
- 少年Jump+連載頁（日語）
- 漫畫官方網站（日語）
- 漫畫官方的X（前Twitter）（日語）